# Psilopleura albipes
Psilopleura albipes là một loài bướm đêm thuộc phân họ Arctiinae, họ Erebidae.